# 京王八王子駅
京王八王子駅（けいおうはちおうじえき）は、東京都八王子市明神町三丁目にある、京王電鉄京王線の駅で、同線の終着駅。京王西管区所属。駅番号はKO34。
通称は「京八（けいはち）」で、JR八王子駅との混同を避けるため、駅名に「京王」を冠する。

## 概要
当駅はJR八王子駅から北東に約400m（徒歩5分程）離れた場所に位置する。JR八王子駅との乗換案内は通常行われないが、定期券での連絡運輸がある他、京王電鉄の路線図では接続路線としてJR線の記載がある。
地下駅で、地上部分は駅ビルの京王八王子ショッピングセンターとなっている。
なお、かつてはJR八王子駅前（北口の京王プラザホテル八王子がある場所）まで乗り入れる計画が存在したが実現しなかった（後述）。

## 歴史
1925年（大正14年）3月24日に玉南電気鉄道の終点・東八王子駅として、八王子市明神町の甲州街道沿いに開業した。駅名は国鉄（省線）八王子駅の東側にあったことに由来する。翌1926年（昭和元年）12月27日に玉南電気鉄道が京王電気軌道に合併されたことにより京王電気軌道の駅となり、新宿追分駅（当時）への直通運転が開始された。
東八王子駅時代、八王子市内を走っていた路面電車・武蔵中央電気鉄道線が現存していた頃は、駅前の甲州街道上の停留場より高尾山方面へ乗換えて行くことが出来た。終着・高尾橋停留場は高尾登山電鉄ケーブルカーの清滝駅から数分の所にあった。
1927年（昭和2年）12月13日に京王御陵線の軌道特免許が下りる。京王御陵線建設の際には2つのルート案があり、一つは当時の東八王子駅（現・京王八王子駅）を高架化した上で八王子市街地北部と同市横川町付近を経由し、多摩御陵付近へ京王線を延伸する「北回り案」、もう一つは北野駅から分岐して片倉町を経由し、国鉄中央本線と甲州街道を高架でオーバークロスして多摩御陵付近へ至る「南回り案」であった。
八王子市街中心部を経由する北回り案に対しては、八王子市議会が「市街地が鉄道路線で分断される」との理由で反対した。京王はこれに対し「中心市街地の活性化にもなる」と主張したが、市議会は京王の主張を受け入れず、東八王子駅の廃止を要求した上、中央本線の交差部から北東に向かい大和田橋付近から浅川沿いに西進するという対案を主張した。このため京王御陵線は北野駅を起点に片倉駅（現・京王片倉駅）経由で多摩御陵前駅へ至る南回り案で建設された。
京王電気軌道は戦時統合により、1944年（昭和19年）5月31日に東京急行電鉄（大東急）へ吸収合併され、当駅も東急京王線の駅となった。翌1945年（昭和20年）8月2日の八王子空襲では駅舎を焼失した。大東急の戦後復興計画の最重点項目の1つに国鉄八王子駅への乗入が挙げられ、同駅北口東側に駅用地が確保された。1948年（昭和23年）に東急から京王が分離独立した後も駅用地は京王が保有していた。
1963年（昭和38年）12月11日には八王子市の都市計画に従い、北野寄りへ200m移転を余儀無くされている。この際に駅名を京王八王子駅に改称した。
1986年（昭和61年）4月、「京王線長編成化工事」の一環として8両編成の地上ホームを10両対応とするため、地下化工事が開始された。
1989年（平成元年）4月2日には京王八王子駅が地下化され、同年12月20日には駅前に京王八王子高速バスターミナルも整備された（2007年（平成19年）4月1日廃止）。また地下駅化に伴い、地上部分に駅ビルが建設され、1994年（平成6年）9月15日に「KEIO21」として開業、1999年（平成11年）3月27日に現在の京王八王子ショッピングセンターに改称された。なおこのショッピングセンター開設の際には、1960年代 - 1970年代にかけての八王子駅周辺への百貨店進出時程の激しい反対運動はなかったものの、地元商店会などの要望により取扱品目を限定せざるを得なかった。
JR八王子駅北口駅用地は、暫定的に1992年（平成4年）まで京王帝都電鉄バス八王子営業所として使用していたが、最終的に乗入計画が断念されたため、同年3月25日にバス営業所を現在地の長沼町へ移転、駅用地に京王プラザホテル八王子を建設して1994年（平成6年）9月9日に開業した。
地下駅化後は、八王子市議会は主張を一転、当駅より甲州街道の地下へ京王線を延伸して商店街衰退の著しい横山町・八日町の活性化に繋げて欲しいという意見を出して来たが、京王側は採算が取れないとして難色を示した。これは地下化後の当駅が中間駅構造ではなく、北方を向いた頭端駅構造となったため、延伸には駅構造の大幅な改造を伴い、工事に多大なコストが掛かることも理由となる。

### 年表
- 1925年（大正14年）3月24日：玉南電気鉄道の東八王子駅（ひがしはちおうじえき）として開設。甲州街道沿いの明神町に設置。
- 1926年（大正15年）12月1日：合併に伴い、京王電気軌道（現・京王電鉄）の駅となる[13]。
- 1944年（昭和19年）5月31日：陸上交通事業調整法に伴う戦時合併に伴い、東急電鉄（大東急）の駅となる[13]。
- 1945年（昭和20年）8月2日：八王子空襲に伴い、焼失。
- 1948年（昭和23年）6月1日：東急から京王帝都電鉄が分離独立、同社の駅となる[13]。
- 1963年（昭和38年）12月11日：八王子市都市計画に従い、北野寄りへ200m移転、京王八王子駅に改称。
- 1970年（昭和45年）6月3日：北野駅 - 当駅間複線化。これに伴い、京王線全線複線化完了。
- 1989年（平成元年）
  - 4月2日：地下駅化[6][7]。これに伴い、京王線全線での急行系列車20m車10両対応完了。
  - 12月20日：駅前に京王八王子高速バスターミナル開設[8]。
- 1991年（平成3年）9月17日：路線バス発着用京王八王子バスターミナルが完成[14]。
- 1992年（平成4年）3月25日：JR八王子駅への乗入計画断念に伴い、八王子駅北口の駅用地にあった京王帝都バス八王子営業所が移転[11]。
- 1994年（平成6年）
  - 9月9日：八王子駅北口に確保していた駅用地に京王プラザホテル八王子が開業。
  - 9月15日：駅ビル「KEIO21」(現・京王八王子ショッピングセンター)が開業[9]。
- 1999年（平成11年）3月27日 - 駅ビルがリニューアルオープン、京王八王子ショッピングセンターに改称。
- 2005年（平成17年）夏：発車標が従来の反転フラップ式からLED式へ変更。
- 2007年（平成19年）4月1日：京王八王子高速バスターミナル廃止。
- 2011年（平成23年）11月16日：FUNKY MONKEY BABYSの楽曲「ヒーロー」「あとひとつ」を接近メロディとして使用開始[15]。
- 2018年（平成30年）2月22日：ダイヤ改正に伴い「京王ライナー」新設、下り列車終着駅となる[16]。
- 2019年（平成31年）2月22日：ダイヤ改正に伴い、当駅始発の上り「京王ライナー」が新設される[17]。
- 2022年（令和4年）
  - 3月11日：当駅発着快速休止。
  - 4月15日：定期券売り場営業終了[18]。
- 2024年（令和6年）3月31日：駅ビル京王八王子ショッピングセンター完全閉店。

## 駅構造
島式ホーム1面2線を有する地下駅。ターミナル駅特有の頭端式構造が採られている。線路は構内で途切れており過走余裕もないため、列車到着時は京王線新宿駅同様ゆっくり入線する。
ホームは地下2Fにあり、車止め正面に2か所ある改札口のうちの西口がある。中央口・駅事務室は地下1Fにある。トイレ（「だれでもトイレ」併設）は中央口改札内と西口改札外にある。
京王電鉄の他の駅と同様、反転フラップ式発車標が長い間使用されて来たが、2005年（平成17年）夏頃にLED式発車標に更新された。なお中央改札口の発車標は一時的に液晶ディスプレイによる発車案内が行われていたが、LED式発車標新設完了後に撤去された。
西口にはエレベーターが地下化当初から設置されているが、中央口改札にも2013年に整備されている。
2011年（平成23年）11月16日からは、地元八王子市出身のロックバンド・FUNKY MONKEY BABYSの楽曲をオルゴールアレンジしたものが接近メロディとして使用されている。1番線が「ヒーロー」、2番線が「あとひとつ」である。ただし、京王ライナー入線時は専用接近メロディが鳴動する。

### のりば
| 番線 | 路線   | 行先                                      |
| ---- | ------ | ----------------------------------------- |
| 1・2 | 京王線 | 府中・明大前・笹塚・新宿・ 都営新宿線方面 |

- 一部列車を除き、次の北野駅で高尾線からの列車と接続する。日中時間帯、特急は同線からの各停と、各停は同線からの特急と接続するダイヤである。
- 10両編成1本の夜間滞泊が設定されており、京王八王子行最終列車が到着後に留置され、翌朝の特急京王線新宿行始発に使用される。

- 西口入口（2019年8月撮影）
- 西口改札外側（2022年10月撮影）
- 西口改札内側（2022年10月撮影）
- 中央口改札外側（2019年8月撮影）
- 1番線ホーム（2019年8月撮影）
- 2番線ホーム（2019年8月撮影）

## 利用状況
2024年度（令和6年度）の1日平均乗降人員は47,824人である。京王の八王子市内の駅では南大沢駅に次ぐ第2位である。
近年の1日平均乗降・乗車人員の推移は以下の通り。
| 年度               | 1日平均 乗降人員 | 1日平均 乗車人員 | 出典     |
| ------------------ | ---------------- | ---------------- | -------- |
| 1948年（昭和23年） | 3,800            |                  |          |
| 1955年（昭和30年） | 4,542            |                  |          |
| 1960年（昭和35年） | 8,212            |                  |          |
| 1965年（昭和40年） | 20,175           |                  |          |
| 1970年（昭和45年） | 29,579           |                  |          |
| 1975年（昭和50年） | 38,581           |                  |          |
| 1980年（昭和55年） | 55,297           |                  |          |
| 1985年（昭和60年） | 64,253           |                  |          |
| 1987年（昭和62年） | 67,378           |                  |          |
| 1990年（平成02年） | 63,369           | 32,151           | [ * 1 ]  |
| 1991年（平成03年） |                  | 32,735           | [ * 2 ]  |
| 1992年（平成04年） |                  | 31,871           | [ * 3 ]  |
| 1993年（平成05年） |                  | 31,342           | [ * 4 ]  |
| 1994年（平成06年） |                  | 31,364           | [ * 5 ]  |
| 1995年（平成07年） | 61,137           | 31,066           | [ * 6 ]  |
| 1996年（平成08年） |                  | 30,638           | [ * 7 ]  |
| 1997年（平成09年） | 58,901           | 29,984           | [ * 8 ]  |
| 1998年（平成10年） | 59,464           | 30,490           | [ * 9 ]  |
| 1999年（平成11年） | 59,151           | 30,090           | [ * 10 ] |
| 2000年（平成12年） | 57,426           | 29,140           | [ * 11 ] |
| 2001年（平成13年） | 57,605           | 29,203           | [ * 12 ] |
| 2002年（平成14年） | 57,532           | 29,186           | [ * 13 ] |
| 2003年（平成15年） | 58,563           | 29,675           | [ * 14 ] |
| 2004年（平成16年） | 58,941           | 29,885           | [ * 15 ] |
| 2005年（平成17年） | 59,676           | 30,375           | [ * 16 ] |
| 2006年（平成18年） | 59,365           | 30,290           | [ * 17 ] |
| 2007年（平成19年） | 59,745           | 30,005           | [ * 18 ] |
| 2008年（平成20年） | 59,766           | 29,975           | [ * 19 ] |
| 2009年（平成21年） | 58,983           | 29,515           | [ * 20 ] |
| 2010年（平成22年） | 58,366           | 29,159           | [ * 21 ] |
| 2011年（平成23年） | 57,428           | 28,590           | [ * 22 ] |
| 2012年（平成24年） | 57,645           | 28,726           | [ * 23 ] |
| 2013年（平成25年） | 58,578           | 29,153           | [ * 24 ] |
| 2014年（平成26年） | 57,675           | 28,693           | [ * 25 ] |
| 2015年（平成27年） | 59,083           | 29,317           | [ * 26 ] |
| 2016年（平成28年） | 58,782           | 29,164           | [ * 27 ] |
| 2017年（平成29年） | 59,375           | 29,444           | [ * 28 ] |
| 2018年（平成30年） | 59,486           | 29,501           | [ * 29 ] |
| 2019年（令和元年） | 58,124           | 28,760           | [ * 30 ] |
| 2020年（令和02年） | 39,358           | 19,493           | [ * 31 ] |
| 2021年（令和03年） | 43,203           | 21,586           | [ * 32 ] |
| 2022年（令和04年） | 46,932           | 23,410           | [ * 33 ] |
| 2023年（令和05年） | 48,379           | 24,192           | [ * 34 ] |
| 2024年（令和06年） | 47,824           |                  |          |

## 駅周辺

### 中央口
- 東日本旅客鉄道（JR東日本）八王子駅
  - セレオ八王子北館（旧・八王子ナウ）
  - セレオ八王子南館（キーテナントはビックカメラ八王子店）
- 京王プラザホテル八王子（旧・京王帝都バス八王子営業所）
- 京王八王子明神町ビル（日本ヒューレット・パッカード 八王子事業所）
- ザ・ビー 八王子
- 八王子オクトーレ
  - 八王子市学園都市センター
  - 八王子駅前郵便局
    - ゆうちょ銀行 八王子店
    - かんぽ生命 八王子支店
- ヨドバシカメラ 八王子店
- ドン・キホーテ 八王子駅前店（旧・長崎屋八王子店）
- ダイエーグルメシティ 京王八王子店
- 商工組合中央金庫 八王子支店
- 仁和会総合病院
- 東京都立多摩産業交流センター（東京たま未来メッセ）
  - 八王子市保健所
  - 東京都八王子合同庁舎
- 八王子市生涯学習センター（クリエイトホール）
  - 八王子市役所駅前事務所
  - 八王子市生涯学習センター図書館
- 八王子市こども科学館（コニカミノルタサイエンスドーム）

### 西口
国道20号（甲州街道）に近く、朝夕は都立南多摩中等教育学校生徒利用が目立つ。以前は22時以降は利用出来なかったが、2006年（平成18年）6月頃より初電 - 終電まで利用可能となった。
- 東京都立南多摩中等教育学校
- 八王子明神町郵便局
- 国道20号（甲州街道）
- 日産レンタカー八王子店（旧・京王八王子高速バスターミナル）
- 子安神社

### バス路線
路線バスは、京王電鉄バス・京王バス・西東京バスにより運行されている。なお、路線詳細は各事業者の営業所記事などを参照。
京王八王子駅
- 1番乗り場（特記以外の事業者は京王バス）
  - 長81：城山手行（西東京バス）
  - 八04：館ヶ丘団地行（土休日朝1本のみ）
  - 八南01：八王子駅南口行（土休日朝1本のみ）（京王電鉄バス）
  - 山01：高尾山口駅行
- 2番乗り場（西東京バス）
  - 陣01：宝生寺団地行
  - 陣02：宝生寺団地経由恩方営業所・恩方ターミナル行
  - 陣04：恩方ターミナル行
  - 陣05：大久保行
  - 元八03：日吉町経由高尾駅北口・高尾駅南口行
  - 元八04：市役所入口経由高尾駅南口行（平日朝のみ）
  - 市12：横川町住宅行
  - 市街地循環：三崎町・いちょうホール北・明神町経由 八王子駅行
- 3番乗り場（西東京バス）
  - 秋01：神社前経由楢原町行
  - 秋02：川口小学校行
  - 秋03：上川霊園行
  - 秋04：楢原町・川口小学校・今熊経由武蔵五日市駅行
  - 工01：工学院大学西経由楢原町行
  - 秋61：雨間経由秋川駅行
  - 秋62：イオンモール日の出行（土休日のみ）
- 4番乗り場（西東京バス）
  - 急行：純心学園行（平日・土曜朝のみ）
  - ひ01：ひよどり山トンネル・純心学園経由戸吹行
  - ひ02：ひよどり山トンネル経由創価大学正門・東京富士美術館行
  - ひ04：ひよどり山トンネル経由創価大学循環
  - ひ06：拝島駅行
  - ひ07：ひよどり山トンネル・東京サマーランド経由秋川駅行
  - ひ08：戸吹スポーツ公園入口行
  - 16号04：みつい台・創価大正門東京富士美術館・純心学園経由戸吹行（夜間のみ）
  - 16号06：馬場谷戸経由創価大学循環
  - 16号11：みつい台行
  - 左01：左入経由純心学園行
  - 左03：左入経由戸吹行
  - 暁21：中野団地行
  - い11：いちょうホール前経由みつい台行（1日1本のみ）
  - バ01：バイパス大谷・石川経由宇津木台行
- （5番乗り場は降車専用）
- 6番乗り場（京王電鉄バス・西東京バス）
  - 八王子駅北口行
- 7番乗り場（京王電鉄バス）
  - 豊56：豊田駅北口行
  - 日50：日野台経由日野駅行
  - 八58：八王子工業団地経由日野駅行（平日夕のみ）
  - 八59：八王子工業団地行（平日朝夕のみ）
- 8番乗り場（西東京バス）
  - 大02：北八王子駅入口・東海大学八王子病院・石川経由宇津木台行
  - 大03：東海大学八王子病院行
  - 大11：小宮駅入口経由日野駅行
- 10番乗り場
  - 羽田空港行（西東京バス・東京空港交通）
  - 成田空港行（西東京バス・東京空港交通・リムジン・パッセンジャーサービス）
  - 渋川駅・伊香保温泉・草津温泉行「ゆめぐり八王子号」（西東京バス・群馬バス）
  - あべの橋行「ツィンクル号」（西東京バス・近鉄バス）
  - 加賀温泉駅行（金沢駅前・小松駅前経由）（西東京バス・アルピコ交通）
- 八王子ファーストスクエア南側付近（京王電鉄バス）
  - 八王子車庫行
  - 八王子駅北口行

2007年（平成19年）3月31日まで高速バス・空港連絡バスは、駅西口付近にあった京王八王子高速バスターミナルより発着していた。

## 隣の駅
京王電鉄
 京王線
- □「京王ライナー」発着駅

■特急・■急行・■区間急行（上りのみ、東府中までは各駅に停車）・■各駅停車
北野駅 (KO33) - 京王八王子駅 (KO34)